# Swen Gillberg
Swen Gillberg ist ein US-amerikanischer Filmtechniker, der sich auf visuelle Effekte spezialisiert hat und 2012 sowie 2022 jeweils für einen Oscar nominiert wurde.

## Leben
Gillberg hat einen Bachelor in Structural Engineering von der University of California in Los Angeles. Er trat 1997 Digital Domain bei und arbeitete seitdem an 19 Filmen als Visual Effects Supervisor. Seine bisher erfolgreichsten Werke sind die Film Real Steel und Free Guy für die er jeweils für einen Oscar in der Kategorie Beste visuelle Effekte nominiert wurde.
Gillberg wohnt derzeit in Los Angeles.

## Filmografie (Auswahl)
- 1997: Red Corner – Labyrinth ohne Ausweg (Red Corner)
- 2000: Supernova
- 2000: Red Planet
- 2001: Vanilla Sky
- 2001: A Beautiful Mind – Genie und Wahnsinn (A Beautiful Mind)
- 2002: Wir waren Helden (We Were Soldiers)
- 2002: XXx – Triple X
- 2004: The Day After Tomorrow
- 2005: Stealth – Unter dem Radar (Stealth)
- 2006: Flags of Our Fathers
- 2006: Letters from Iwo Jima
- 2007: Pirates of the Caribbean – Am Ende der Welt (Pirates of the Caribbean: At World's End)
- 2008: Die Mumie: Das Grabmal des Drachenkaisers (The Mummy: Tomb of the Dragon Emperor)
- 2009: G. I. Joe – Geheimauftrag Cobra (G.I. Joe: The Rise of Cobra)
- 2010: Percy Jackson – Diebe im Olymp (Percy Jackson & the Olympians: The Lightning Thief)
- 2011: Real Steel
- 2014: Nachts im Museum: Das geheimnisvolle Grabmal (Night at the Museum: Secret of the Tomb)
- 2015: Fast & Furious 7 (Furious 7)
- 2016: The First Avenger: Civil War (Captain America: Civil War)
- 2018: Avengers: Infinity War
- 2019: Avengers: Endgame
- 2021: Free Guy

## Nominierungen
- 2012: Oscar: Nominierung in der Kategorie Beste visuelle Effekte für Real Steel
- 2022: BAFTA: Nominierung in der Kategorie Beste visuelle Effekte für Free Guy
- 2022: Oscar: Nominierung in der Kategorie Beste visuelle Effekte für Free Guy